# Tim Robbins
Tim Robbins (Timothy Francis Robbins) (West Covina, Kalifornia, 1958. október 16. –) Oscar-díjas amerikai színész, forgatókönyvíró, rendező, producer.
Színészként ismert filmjei között található a Baseball bikák (1988), a Jákob lajtorjája (1990), A játékos (1992), A nagy ugrás (1994), A remény rabjai (1994) és a Titokzatos folyó (2003) – utóbbival megnyerte a legjobb férfi mellékszereplőnek járó Oscar- és Golden Globe-díjat is.
Rendezőként jegyzi a kritikailag sikeres Bob Roberts (1992) és a Ments meg, Uram! (1995) című filmeket. Utóbbi Oscar-jelölést hozott számára legjobb rendező kategóriában.
Fontosabb televíziós alakításai voltak a HBO Krízisben (2015) című vígjáték-sorozatában és az Itt és most (2018) című drámasorozatában.

## Fiatalkora
Negyedik gyermekként született katolikus családban. Gyermekkorában ministráns volt a helyi templomban, majd 12 évesen Washingtonban felvonult a vietnámi háborút ellenzők sorában. Greenwich Village-ben nőtt fel, a család házában számos művész megfordult, a szülők élénk társadalmi életet éltek. 12 évesen már tagja volt a Theatre for the New Citynek, egy avantgárd színtársulatnak.
A Stuyvesant High Schoolban érettségizett, majd elkezdte a New York Egyetemet, később átiratkozott az UCLA-ra, ahol 1980-ban drámatagozaton szerzett kitűnő diplomát. 1981-ben többedmagával megalapította az Actors' Gang színtársulatot. A radikális politikát képviselő teátrum Bertolt Brecht-darabokat játszott és avantgárd műveket mutatott be, első premierjük az Übü király volt.

## Filmes pályafutása
Első mozija az 1983-as Halálbrigád volt, majd játszott a Howard, a kacsa című filmben, amelynek George Lucas volt a producere. Robbins alakítását legrosszabb férfi mellékszereplő kategóriában jelölték Arany Málna díjra. Ezután a Top Gun következett, majd megkapta az első dicsérő kritikai visszhangokat Az ötödik sarokban nyújtott alakításáért. Az emberi jogokért küzdő Harry után a baseballjátékos Ebby „Nuke” LaLoosht játszotta a Baseball bikák című vígjátékban, majd két hasonló műfajú film következett. A Taplófejek és az Erik, a viking sikeresnek bizonyult, de a kritika és a szakma inkább a Tűzről pattant hölgy, a Cadillac Man és főleg a Jákob lajtorjája című mozikban nyújtott alakítását ismerte el.
1992-ben Robert Altman A játékos című hollywoodi komédiájában egy gátlástalan stúdióvezetőt személyesített meg, alakításával az 1992-es cannes-i filmfesztiválon a legjobb színésznek járó díjat nyerte. Robbins írta és rendezte a Bob Roberts (1992) című filmet, valamint a főszerepet maga játszotta el, a főcímdalt bátyjával közösen szerezték. 1994-ben Meg Ryannel játszott az I. Q. – A szerelem relatív című romantikus komédiában, majd A remény rabjaiban alakított emlékezeteset Andy Dufresne rab szerepében. Saját produkciós céget alapított, ezután a Ments meg, Uram! című 1995-ös filmdráma producere, forgatókönyvírója és rendezője lett. A megtörtént esetet feldolgozó művel Robbins Oscar-jelölést kapott, mint legjobb rendező. 1997-ben Martin Lawrence mellett komédiázott a Nekem 8 című vígjátékban.
2001-ben forgatta le a Bízd a hackerre! című filmjét, melyben egy szoftvercég első számú vezetőjét alakítja. Ugyanebben az évben Patricia Arquette és Rhys Ifans társaságában a Libidó – Vissza az ösztönökhöz című filmben szerepelt. 2003-ban barátjával, Sean Penn-nel a Titokzatos folyó című filmadaptáció főszerepében tűnt fel. Alakításával elnyerte a legjobb férfi mellékszereplő Oscar-díját. 2005-ben Steven Spielberg Világok harca című rendezésében volt Tom Cruise partnere. 2006-ban negatív szerepet osztottak rá a Tűzveszély című életrajzi filmben. 2008-ban az Eltávozáson és a Szikraváros szereplője volt.

## Magánélete
1988-ban a Baseball bikák forgatásán ismerkedett meg a nála tizenkét évvel idősebb Susan Sarandonnal, akitől később két gyermeke született, Jack Henry és Miles Guthrie Robbins. New Yorkban élnek.
A rendező aktívan politizál, Sarandonnal együtt a zöld párt tagja, s liberális nézeteiről ismert. 1993-ban a 65. Oscar-gálán rövid beszédet mondott a színpadon az AIDS-es haiti politikai menekültek érdekében. A filmezésen kívül Robbins hobbija a jéghoki, kedvenc csapata, a New York Rangers.

## Filmográfia

### Film

#### Rendező, író és producer
| Év   | Magyar cím         | Eredeti cím                                  | Feladatkör | Feladatkör | Feladatkör          | Megjegyzések   |
| Év   | Magyar cím         | Eredeti cím                                  | Rendező    | Író        | Producer            | Megjegyzések   |
| ---- | ------------------ | -------------------------------------------- | ---------- | ---------- | ------------------- | -------------- |
| 1992 | Bob Roberts        | Bob Roberts                                  | Igen       | Igen       | Nem                 |                |
| 1995 | Ments meg, Uram!   | Dead Man Walking                             | Igen       | Igen       | Igen                |                |
| 1996 |                    | The Typewriter, the Rifle & the Movie Camera | Nem        | Nem        | Vezető              | dokumentumfilm |
| 1999 | Broadway, 39. utca | Cradle Will Rock                             | Igen       | Igen       | Igen                |                |
| 2001 |                    | The Spectre of Hope                          | Nem        | Nem        | Vezető              | dokumentumfilm |
| 2004 |                    | Embedded                                     | Igen       | Nem        | Vezető              |                |
| 2012 |                    | The Big Fix                                  | Nem        | Nem        | Vezető              |                |
| 2012 |                    | Elena                                        | Nem        | Nem        | Vezető társproducer |                |
| 2017 |                    | Hot Winter: A Film by Dick Pierre            | Nem        | Nem        | Vezető              | rövidfilm      |
| 2017 |                    | Marjorie Prime                               | Nem        | Nem        | Vezető              |                |
| 2019 |                    | VHYes                                        | Nem        | Nem        | Vezető              |                |
| 2019 |                    | 45 Seconds of Laughter                       | Igen       | Nem        | Nem                 | dokumentumfilm |

#### Színész
| Év   | Magyar cím                          | Eredeti cím                           | Szerep                        | Magyar hang          |
| ---- | ----------------------------------- | ------------------------------------- | ----------------------------- | -------------------- |
| 1984 | Halálbrigád                         | Toy Soldiers                          | Boe                           |                      |
| 1984 | Fotós szerelem                      | No Small Affair                       | Nelson                        |                      |
| 1985 | Bulis vakáció                       | Fraternity Vacation                   | Larry "Mother" Tucker         |                      |
| 1985 | Tuti dolog                          | The Sure Thing                        | Gary Cooper                   | Szacsvay László      |
| 1986 | Howard, a kacsa                     | Howard the Duck                       | Phil Blumburtt                | Kerekes József       |
| 1986 | Top Gun                             | Top Gun                               | Samuel "Merlin" Wells hadnagy | Oberfrank Pál        |
| 1986 | Top Gun                             | Top Gun                               | Samuel "Merlin" Wells hadnagy | Kapácsy Miklós       |
| 1988 | Az ötödik sarok                     | Five Corners                          | Harry                         |                      |
| 1988 | Baseball bikák                      | Bull Durham                           | Ebby Calvin "Nuke" LaLoosh    | Rátóti Zoltán        |
| 1988 | Baseball bikák                      | Bull Durham                           | Ebby Calvin "Nuke" LaLoosh    | Moser Károly         |
| 1988 | Taplófejek                          | Tapeheads                             | Josh Tager                    | Berzsenyi Zoltán     |
| 1989 | Erik the Viking                     | Erik the Viking                       | Erik                          | Rátóti Zoltán        |
| 1989 | Tűzről pattant hölgy                | Miss Firecracker                      | Delmount Williams             | Nagy Ervin           |
| 1989 | Talpalatnyi tornádó                 | Twister                               | Jeff                          |                      |
| 1990 | Jákob lajtorjája                    | Jacob's Ladder                        | Jacob Singer                  | Forgács Péter        |
| 1990 | Cadillac Man                        | Cadillac Man                          | Larry                         | Rékasi Károly        |
| 1990 | Cadillac Man                        | Cadillac Man                          | Larry                         | Kálid Artúr          |
| 1991 | Dzsungelláz                         | Jungle Fever                          | Jerry                         | Epres Attila         |
| 1992 | Bob Roberts                         | Bob Roberts                           | Bob Roberts                   | Máté Gábor           |
| 1992 | A játékos                           | The Player                            | Griffin Mill                  | Kőszegi Ákos         |
| 1993 | Rövidre vágva                       | Short Cuts                            | Gene Shepard                  | Szakácsi Sándor      |
| 1994 | I. Q. – A szerelem relatív          | I.Q.                                  | Ed Walters                    | Hirtling István      |
| 1994 | Pret-a-porter – Divatdiktátorok     | Prêt-à-Porter                         | Joe Flynne                    | Selmeczi Roland      |
| 1994 | A remény rabjai                     | The Shawshank Redemption              | Andy Dufresne                 | Haás Vander Péter    |
| 1994 | A nagy ugrás                        | The Hudsucker Proxy                   | Norville Barnes               | Máté Gábor           |
| 1994 | A nagy ugrás                        | The Hudsucker Proxy                   | Norville Barnes               | Rátóti Zoltán        |
| 1994 | A nagy ugrás                        | The Hudsucker Proxy                   | Norville Barnes               | Fesztbaum Béla       |
| 1997 | Nekem 8                             | Nothing to Lose                       | Nick Beam                     | Rátóti Zoltán        |
| 1997 | Nekem 8                             | Nothing to Lose                       | Nick Beam                     | Máté Gábor           |
| 1999 | KicsiKÉM – Austin Powers 2.         | Austin Powers: The Spy Who Shagged Me | Az elnök                      | Haás Vander Péter    |
| 1999 | Broadway, 39. utca                  | Cradle Will Rock                      | hang a filmtekercsen          |                      |
| 1999 | A szomszéd                          | Arlington Road                        | Oliver Lang/William Fenimore  | Forgács Péter        |
| 2000 | A Mars-mentőakció                   | Mission to Mars                       | Woodrow "Woody" Blake         | Haás Vander Péter    |
| 2000 | Pop, csajok satöbbi                 | High Fidelity                         | Ian "Ray" Raymond             | Csankó Zoltán        |
| 2001 | Bízd a hackerre!                    | Antitrust                             | Gary Winston                  | Koroknay Géza        |
| 2001 | Libidó – Vissza az ösztönökhöz      | Human Nature                          | Dr. Nathan Bronfman           | Kassai Károly        |
| 2001 |                                     | The Party's Over (dokumentumfilm)     | önmaga                        |                      |
| 2002 | Charlie kettős élete                | The Truth About Charlie               | Lewis Bartholomew             | Rátóti Zoltán        |
| 2003 | Titokzatos folyó                    | Mystic River                          | Dave Boyle                    | Rátóti Zoltán        |
| 2003 |                                     | Code 46                               | William Geld                  |                      |
| 2004 | A híres Ron Burgundy legendája      | Anchorman: The Legend of Ron Burgundy | hírolvasó (cameo)             | Rosta Sándor         |
| 2005 | A szavak titkos élete               | The Secret Life of Words              | Josef                         | Kőszegi Ákos         |
| 2005 | Világok harca                       | War of the Worlds                     | Harlan Ogilvy                 | Rátóti Zoltán        |
| 2005 | Zathura – Az űrfogócska             | Zathura: A Space Adventure            | Mr. Budwing (cameo)           | Haás Vander Péter    |
| 2006 | Tenacious D, avagy a kerek rockerek | Tenacious D in The Pick of Destiny    | Az idegen                     | Szabó Sipos Barnabás |
| 2006 | Tűzveszély                          | Catch a Fire                          | Nic Vos                       | Haás Vander Péter    |
| 2007 |                                     | Noise                                 | David Owen                    |                      |
| 2008 | Eltávozáson                         | The Lucky Ones                        | Fred Cheaver                  | Bognár Tamás         |
| 2008 | Szikraváros                         | City of Ember                         | Loris Harrow                  | Juhász György        |
| 2011 | Zöld Lámpás                         | Green Lantern                         | Robert Hammond szanátor       | Haás Vander Péter    |
| 2012 |                                     | Back to 1942                          | Megan atya                    |                      |
| 2012 | Vágyak szerelmesei                  | Thanks for Sharing                    | Mike                          | Haás Vander Péter    |
| 2013 | Született bűnözők                   | Life of Crime                         | Frank Dawson                  | Csankó Zoltán        |
| 2014 | Üdv a világomban!                   | Welcome to Me                         | Dr. Moffat                    | Sörös Sándor         |
| 2015 | Egy tökéletes nap                   | A Perfect Day                         | B                             | Máté Gábor           |
| 2017 |                                     | Marjorie Prime                        | Jon                           |                      |
| 2019 |                                     | VHYes                                 | Sir Roger Handley III         |                      |
| 2019 | Sötét vizeken                       | Dark Waters                           | Tom Terp                      | Rátóti Zoltán        |

### Televízió
| Év        | Magyar cím            | Eredeti cím              | Szerep                           | Megjegyzések                                |
| --------- | --------------------- | ------------------------ | -------------------------------- | ------------------------------------------- |
| 1982      | Egy kórház magánélete | St. Elsewhere            | Andrew Reinhardt                 | 3 epizód                                    |
| 1983      |                       | At Ease                  | orvos                            | 1 epizód                                    |
| 1983      |                       | Quarterback Princess     | Marvin                           | tévéfilm                                    |
| 1984      |                       | Legmen                   | Brewster Kingston                | 1 epizód                                    |
| 1984      |                       | Hardcastle and McCormick | Johnson elítélt                  | 1 epizód                                    |
| 1984      |                       | Santa Barbara            | Man                              | 1 epizód                                    |
| 1984      | Szerelemhajó          | The Love Boat            | Young Erik                       | 2 epizód                                    |
| 1984      | Zsarublues            | Hill Street Blues        | Lawrence "Larry" Swann rendőr    | 1 epizód                                    |
| 1985      | A simlis és a szende  | Moonlighting             | Fremmer                          | 1 epizód                                    |
| 1985      |                       | Malice in Wonderland     | Joseph Cotten                    | tévéfilm                                    |
| 1986      |                       | Amazing Stories          | Jordan fantomja                  | 1 epizód                                    |
| 1986–1992 | Saturday Night Live   | Saturday Night Live      | Bob Roberts / önmaga (házigazda) | 2 epizód                                    |
| 1999      | A Simpson család      | The Simpsons             | Jim Hope (hangja)                | 1 epizód                                    |
| 2003      |                       | Freedom: A History of Us | több szereplő hangja             | dokumentumsorozat (3 epizód)                |
| 2005      | Jack és Bobby         | Jack & Bobby             | Robert McCallister (hangja)      | 1 epizód                                    |
| 2011      | Cinéma vérité         | Cinema Verite            | Bill Loud                        | - tévéfilm - magyar hangja: - Csankó Zoltán |
| 2012      |                       | Portlandia               | excellenciás                     | 2 epizód                                    |
| 2014      |                       | The Spoils of Babylon    | Jonas Morehouse                  | minisorozat (4 epizód)                      |
| 2015      |                       | The Spoils Before Dying  | piros mellényes pultos           | 1 epizód                                    |
| 2015      | Krízisben             | The Brink                | Walter Larson                    | főszereplő (10 epizód)                      |
| 2018      | Itt és most           | Here and Now             | Greg Boatwright                  | főszereplő (10 epizód)                      |
| 2019      | Castle Rock           | Castle Rock              | Reginald “Pop” Merrill           | főszereplő (2. évad)                        |
| 2023–     | A siló                | Silo                     | Bernard                          | főszereplő                                  |

## Fontosabb díjak és jelölések
| Díj                | Év   | Kategória                                                         | Jelölt mű         | Eredmény |
| ------------------ | ---- | ----------------------------------------------------------------- | ----------------- | -------- |
| Oscar-díj          | 1996 | Legjobb rendező                                                   | Ments meg, Uram!  | Jelölve  |
| Oscar-díj          | 2004 | Legjobb férfi mellékszereplő                                      | Titokzatos folyó  | Elnyerte |
| Golden Globe-díj   | 1993 | Legjobb férfi főszereplő – zenés film vagy vígjáték               | A játékos         | Elnyerte |
| Golden Globe-díj   | 1993 | Legjobb férfi főszereplő – zenés film vagy vígjáték               | Bob Roberts       | Jelölve  |
| Golden Globe-díj   | 1994 | különdíj (a szereplőgárdának)                                     | Rövidre vágva     | Elnyerte |
| Golden Globe-díj   | 1996 | Legjobb forgatókönyv                                              | Ments meg, Uram!  | Jelölve  |
| Golden Globe-díj   | 2004 | Legjobb férfi mellékszereplő                                      | Titokzatos folyó  | Elnyerte |
| Golden Globe-díj   | 2012 | Legjobb férfi mellékszereplő (sorozat, minisorozat vagy tévéfilm) | Cinéma vérité     | Jelölve  |
| BAFTA-díj          | 1993 | Legjobb férfi főszereplő                                          | A játékos         | Jelölve  |
| BAFTA-díj          | 2004 | Legjobb férfi mellékszereplő                                      | Titokzatos folyó  | Jelölve  |
| Cannes-i fesztivál | 1992 | Legjobb férfi alakítás                                            | A játékos         | Elnyerte |
| Cannes-i fesztivál | 1999 | Arany Pálma                                                       | Broadway 39. utca | Jelölve  |

## Fordítás
- Ez a szócikk részben vagy egészben  a   Tim Robbins című angol Wikipédia-szócikk fordításán alapul.  Az eredeti cikk szerkesztőit annak laptörténete sorolja fel. Ez a jelzés csupán a megfogalmazás eredetét és a szerzői jogokat jelzi, nem szolgál a cikkben szereplő információk forrásmegjelöléseként.